# D.IT - Distribuzione Italiana
D.IT - Distribuzione Italiana è un'azienda italiana attiva nel settore della Grande distribuzione organizzata.
Costituita nel 2017 a Bologna, nasce come progetto multi-insegna e multibrand, aggregando due marchi storici italiani, Sigma e Sisa, oltre a COAL, che esce dal gruppo nel 2022.
Operante nella forma di Società cooperativa, è impegnata principalmente su due fronti strategici: i servizi alle imprese associate (quali la contrattazione con l'industria di marca e il supporto gestionale, anche in termini di tecnologie ICT) e lo sviluppo di progettualità mirate alle peculiarità di mercato e al consolidamento del legame con il territorio creato negli anni dalle due insegne storiche Sigma e Sisa.
Il 5 novembre 2020, D.IT - Distribuzione Italiana aderisce alla supercentrale di acquisto Forum, insieme a Crai Secom, Despar Servizi, C3, cui si aggiunge – nel febbraio 2023 – Consorzio Drug Italia.
Attualmente, D.IT è presente sul territorio, con oltre 900 punti vendita dislocati su 75 province in 16 regioni, e nove Imprese associate/Centri Distributivi afferenti alla società cooperativa.

## Servizi alle imprese associate
Segue un elenco dei principali servizi che D.IT eroga alle imprese associate, per supportarne lo sviluppo e la competitività.
- Sviluppo di Prodotti a Marchio, ovvero un’intera gamma di prodotti con brand esclusivo che mirano a garantire la convenienza per il consumatore e offrire al negozio prodotti a posizionamento qualitativamente alto. Tra questi brand figurano le linee Sigma e Sisa, Gusto & Passione, VerdeMio, Equilibrio & Piacere, Primo;
- Definizione dei contratti nazionali con l'Industria di Marca (IDM), allo scopo di razionalizzare gli accordi e ottenere condizioni di mercato vantaggiose sull'acquisto di beni e servizi;
- Accesso al Piano Promo Nazionale, che integra i piani promozionali stipulati dai singoli soci;
- Analisi dati di mercato in un'ottica di Business intelligence;
- Sistema avanzato di Customer Relationship Management, grazie al quale è possibile monitorare le abitudini di consumo dei clienti, le scelte e le preferenze d’acquisto, per avere un quadro completo che faciliti le scelte strategiche;
- Supporto nelle attività di comunicazione e ufficio stampa;
- Supporto nelle attività di marketing tradizionale e digitale, anche attraverso lo sviluppo di app dedicate alle insegne, i canali social, sito web nazionale, E-commerce;
- Pubblicazione di riviste dell'insegna e coordinamento iniziative e attività di loyalty;
- Supporto nelle attività di controllo della qualità, legato allo sviluppo dei prodotti a marchio;
- Portale gestionale riservato alle imprese associate.

## Insegne e format
Ad oggi, D.IT – Distribuzione Italiana riunisce sotto la propria organizzazione le insegne Sigma e Sisa, due realtà di rilievo nel settore della distribuzione organizzata. Di seguito, un approfondimento dedicato a ciascuna insegna.

### Sigma
Nasce a Bologna nel 1962.
Fra le prime catene di retailer a dotarsi di un proprio assortimento di marca commerciale, conta circa 1500 prodotti articolati su varie linee di prodotto. I punti vendita sono oltre 500 (dato 2025), dislocati su 16 regioni italiane.
Le declinazioni dell'insegna Sigma sono attualmente cinque:
- OK Sigma;
- Il Punto Sigma;
- Superday;
- Sigma Superstore;
- IperSigma.

### Sisa
Nasce a Carpi, in provincia di Modena nel 1975. L'obiettivo dei fondatori è trasformare i propri esercizi commerciali in supermercati.
Attualmente, l'offerta di Sisa è composta da circa 1300 prodotti, articolati su cinque linee di prodotto a marchio; i punti vendita sono circa 300 (dato 2025), dislocati su 7 regioni del centro-sud.
Le declinazioni dell'insegna Sisa sono attualmente sei:
- IPERSISA;
- SISASUPERSTORE;
- SISA;
- ISSIMO;
- NEGOZIO ITALIA;
- QUICK.

### Sigusta (format di prossimità)
Sigusta è un format di ultraprossimità, prima insegna declinata per entrambe le aziende. Ispirato alla bottega di quartiere, si configura come punto vendita di circa 250 m² che si concentra sul prodotto freschissimo, sul modello del retailer di territorio.

## Imprese associate
Attualmente, sono nove i Ce.di. (Centri di distribuzione) che afferiscono a D.IT - Distribuzione Italiana. Segue un elenco, diviso per insegna:

### Ce.di. con insegna Sigma
- Consorzio Europa SCPA: consortile nata nel 1999 con sede a Siziano (PV). In Sigma dal 2010, oggi conta 300 supermercati associati, presenti in Lombardia, Piemonte, Liguria, Veneto, Toscana e Sardegna.
- Realco Soc. Coop.: Reggiana Alimentaristi Commissionaria nasce nel 1959 da undici soci fondatori che volevano rendere i dettaglianti competitivi con la grande distribuzione. Socio fondatore di Sigma nel 1962, ha circa 80 punti di vendita, distribuiti in Emilia-Romagna, Lombardia, Toscana e Liguria. La sua sede è a Reggio Emilia, RE.
- Ce.Di. Sigma Campania SpA: fondata nel 1999, ha sede a Carinaro (CE); conta circa 200 punti vendita dislocati su 14 province in  Abruzzo, Lazio, Campania, Molise, Basilicata e Calabria.
- Gruppo Bonina (San Francesco Srl): nasce nel 1991. Ha sede a Barcellona Pozzo di Gotto (ME), conta 30 punti vendita dislocati tra Sicilia e Calabria.
- Lombardi & C S.r.l Centro Distribuzione: nasce nel 1896, ha sede a Capurso (BA), conta 15 punti vendita dislocati a Bari e nella provincia Barletta Andria Trani.

### Ce.di. con insegna Sisa
- Supercentro S.p.A. nasce nel 1996; dalla sede di Taranto articola l'attività in 110 punti vendita collocati in undici province fra Basilicata, Calabria e Puglia.
- Sisa Sicilia S.p.A., con sede a Carini (PA), è attiva in 8 province della Sicilia con più di 120 punti vendita.
- Europa Commerciale s.r.l., con sede nella zona industriale di Lamezia Terme (CZ), opera in Calabria servendo 20 punti vendita dislocati nelle quattro province della regione.
- Le Delizie del Sud, con sede nella zona ASI di Gricignano di Aversa (CE), è al momento l'impresa che si è associata più recentemente a D.IT - Distribuzione Italiana. Conta una rete di circa 40 punti vendita.